# Дресвянка (Новосибирская область)
Дресвянка — деревня (село) в Маслянинском районе Новосибирской области. Входит в состав Малотомского сельсовета.

## География
Площадь деревни — 28 гектаров.

## Население
| 2002 | 2007 | 2010 |
| ---- | ---- | ---- |
| 291  | ↗303 | ↘258 |

## Инфраструктура
В деревне по данным на 2007 год функционируют 1 учреждение здравоохранения и 1 учреждение образования.

## Известные уроженцы
- Щекотов, Григорий Феоктистович (1924—1981) — Герой Советского Союза.
- Казаркин, Александр Петрович (род. 1941) — советский и российский литературовед, критик-публицист, доктор филологических наук, краевед, поэт и писатель, профессор ТГУ.